# پرندگان، زنبورهای عسل و ایتالیایی‌ها
پرندگان، زنبورهای عسل و ایتالیایی‌ها (انگلیسی: The Birds, the Bees and the Italians) فیلمی ایتالیایی به کارگردانی پیترو جرمی است که در سال ۱۹۶۶ منتشر شد. از بازیگران آن می‌توان به ویرنا لیزی و ببا لونچار اشاره کرد. عنوان اصلی ایتالیایی فیلم خانوم‌ها و آقایان (به ایتالیایی: Signore & Signori) است. این فیلم در جشنواره فیلم کن ۱۹۶۶ به‌طور مشترک با یک مرد و یک زن برنده جایزه بزرگ شد.

## داستان
در شهر خیالی رزه‌گا در ونیز، گروهی از تاجران و افراد مرفه جامعه، پشت چهره‌های محترم خود، شبکه‌ای پیچیده از خیانت‌ها و رازهای پنهان دارند.
تونی گاسپارینی، مردی جذاب و بازیگوش که هم دوستانش او را تحسین می‌کنند و هم از او می‌ترسند، به دوست و پزشکش، دکتر کاستلّان، اعتراف می‌کند که چند ماهی است دچار ناتوانی جنسی شده است. تونی این راز را به عمد فاش می‌کند تا دکتر کمتر به رفتار همسر جوان و سرزنده‌اش، نومی، شک کند. اما دکتر بی‌ملاحظه این راز را میان دوستانش پخش می‌کند و بی‌خبر است که دارد نقشه تونی را پیش می‌برد. در یک مهمانی، وقتی دکتر و دیگران به کلوب می‌روند، تونی از فرصت استفاده کرده و نومی را به خانه می‌برد. وقتی دوستی که چند روز پیش تونی را در حال رفت‌وآمد با زن دیگری دیده بود، ماجرا را فاش می‌کند، دکتر سریع به خانه می‌رود اما دیگر دیر شده و نومی وسوسه شده است. دکتر برای حفظ آبرویش، ماجرا را پنهان می‌کند و با جمله معروف ونیزی «بگذار همین‌جا بماند» خانه را ترک می‌کند، عبارتی که نشان‌دهنده اهمیت نداشتن رسوایی و حفظ حیثیت در فرهنگ آنجا است.
اوزوالدو بیسیگاتو، کارمند ساده بانک، که زیر فشار و سرزنش‌های همسرش، گیلدا، زندگی می‌کند، که همیشه از او به خاطر ناتوانی‌ها و بی‌هدف بودنش گله‌مند است، تصمیم می‌گیرد با میلنا زولیان، دختر جوان و زیبای صندوق‌دار بار محل رفت‌وآمدشان، فرار کند و زندگی تازه‌ای آغاز کند. اما خیانت به صورت نانوشته پذیرفته شده است و جدایی از سوی اجتماع به شدت محکوم می‌شود. همه شهر علیه او متحد می‌شوند: از خاله قدرتمند گیلدا یعنی ایپولیتا (همسر تونی) گرفته تا دوستان، کارفرما، کشیش و فرمانده پلیس، همه او را مجبور می‌کنند به زندگی مشترک ادامه دهد. میلنا هم توسط کشیش، دون اسکیاوون، مجبور به ترک شهر می‌شود و بعد از تلاش برای خودکشی و بستری شدن، اوزوالدو با روحیه‌ای شکسته و پذیرفته به خانه بازمی‌گردد.
آلدا کریستوفلتو، دختری جوان و زیبا از روستا، هنگام خرید در شهر توجه گروهی از زن‌بازان را جلب می‌کند. روز بعد پدرش، بپی، نگران از رفتار آن‌ها با دختر ۱۶ ساله‌اش، آن‌ها را به اتهام فساد اخلاقی به مراجع قضایی معرفی می‌کند. اما بزرگان اقتصادی و مذهبی شهر برای جلوگیری از رسوایی، رسانه‌ها را تحت فشار می‌گذارند تا داستان پاک شود. گزارشگر توزاتو مجبور می‌شود نام متهمان را از مقاله حذف کند تا هیچ کسی مسئول شناخته نشود. ایپولیتا، زن سرد و حسابگر که همسر یکی از متهمان است، به پدر آلدا پول کلانی می‌دهد تا شکایتش را پس بگیرد؛ بدین ترتیب هم خواسته‌های نفسانی‌اش را ارضا می‌کند و هم سهم بزرگی از پول‌هایی که به ظاهر برای حل و فصل قضیه و به نفع فقرا جمع‌آوری شده، نصیبش می‌شود.

## بازیگران
- ویرنا لیزی
- ببا لونچار
- گستونه موسکین
- اولگا ویلی
- کارلو بینو
- مویرا اورفی
- فرانکو فابریتسی
- جیجی بالیستا
- آلبرتو رابالیاتی
- سرجو گراتسیانی
- آلدو پولیزی
- آنتونیو آکوآ
- آلبرتو لیونلو
- جولیو کوئستی